# Aloysius Lilius
Aloysius Lilius (Luigi Lilio eller Giglio, cirka 1510–1576) var en italiensk läkare, filosof och kronolog.
Väldigt lite är känt om hans tidiga liv. Man vet att han kom från Kalabrien, antingen Cirò eller Zirò. Han studerade medicin i Neapel, varefter han tjänade under Hertig Carafa. Han undervisade i medicin på universitet i Perugia från 1552.
Han är först och främst känd som den gregorianska kalenderns upphovsman efter att ha författat ett manuskript betitlat Compendiuem novae rationis restituendi kalendarium (Kompendium om den nya planen för kalenderns återskapande). 
Reformen till den nya kalendern genomfördes dock inte förrän efter hans död, då hans bror Antonio introducerade manuskriptet till påve Gregorius XIII. Manuskriptet gavs därefter till reformkommissionen, och antogs 1582, efter vissa modifikationer av Christopher Clavius.
Lilius krater på månen är uppkallad efter honom. Inom datorvetenskap motsvarar lilianskt datum antalet dagar sedan 14 oktober 1582.